# 低通氣
低通氣（英文：Hypopnea）是一種淺呼吸或呼吸速率特別低的情形。

## 特征
有些研究者認為低通氣沒有呼吸中止來的嚴重，然而也有些研究者發現低通氣對健康所造成的負面影響與呼吸中止的影響非常相似，後果幾乎沒什麼太大的差異。在睡眠醫學中，阻塞性睡眠呼吸暂停的診斷會以低通氣或呼吸中止的發生頻率為準，不會特別去區分兩者的差異。低通氣一般會定義為進入肺部的空氣減少，而且到可能會出現低血氧症的情形。一般是因為上呼吸道的部份堵塞所造成。
睡眠中的低通氣會歸類為睡眠障碍。若是有中度或是嚴重的低通氣，患者的睡眠會受到干擾，可能睡了一整晚，但精神仍然很差。呼吸的中斷會造成血氧濃度的下降，這也會干擾睡眠。
白天的低通氣事件一般只局限制在呼吸肌肉嚴重受損的情形，例如一些神經肌肉疾病或是呼吸控制受損的病症，以及先天或是後天中樞通氣不足綜合徵（ACHS或CCHS）的病症。白天的低通氣事件也會造成血氧濃度的下降。